# 雅尔迪诺波利斯
雅尔迪诺波利斯是巴西圣保罗州的一个市镇。总面积503.355平方公里，总人口37471人，人口密度74.4人/平方公里。